# Conferências do Casino

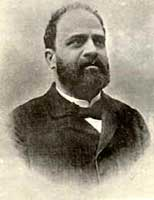
Francisco Adolfo Coelho

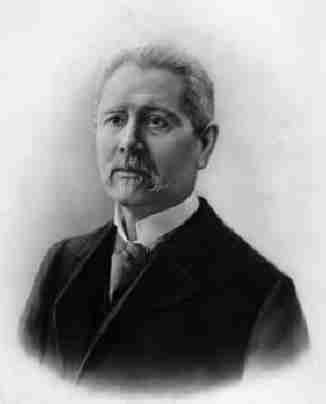
Teófilo Braga

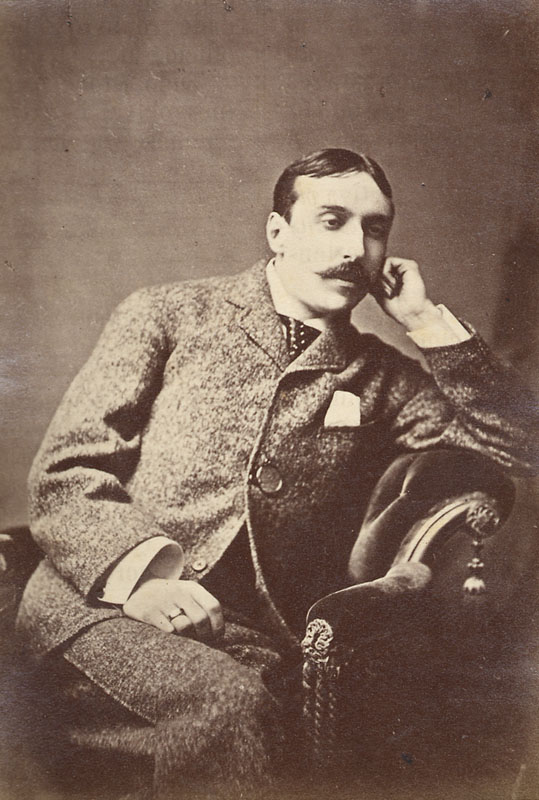
Eça de Queiroz

As Conferências do Casino  ou Conferências Democráticas do Casino Lisbonense  realizaram-se na primavera de 1871 (de 22 de maio a 26 de junho de 1871) numa sala alugada do casino situado no Largo da Abegoaria, em Lisboa. Foram impulsionadas pelo poeta Antero de Quental, que, sob a influência das ideias revolucionárias de Proudhon, insuflou no chamado grupo do Cenáculo (também conhecido como Geração de 70) o entusiasmo para realizá-las. O Cenáculo reunia jovens escritores e intelectuais de vanguarda.
As Conferências do Casino são uma réplica à anterior Questão Coimbrã.

## Manifesto
A 18 de maio aparecem no jornal "A Revolução de Setembro" , as assinaturas de Adolfo Coelho, Antero de Quental, Augusto Soromenho, Augusto Fuschini, Eça de Queirós, Germano Vieira Meireles, Guilherme de Azevedo, Jaime Batalha Reis, Oliveira Martins, Manuel Arriaga, Salomão Sáragga e Teófilo Braga. Estas personalidades assinam um manifesto que aponta as intenções de refletir sobre as mudanças políticas e sociais que o mundo sofria, de investigar a sociedade como ela é e como deverá vir a ser, de estudar todas as ideias novas do século e todas as correntes do século.
Têm assim em mente uma visão internacionalista e de participação na polis. Recusam que Portugal continue mouco às novas ideias que circulam na Europa. Visavam assim «Abrir uma tribuna onde tenham voz as ideias e os trabalhos que caracterizam este movimento do século, preocupando-nos sobretudo com a transformação social, moral e política dos povos; ligar Portugal com o movimento moderno, fazendo-o assim nutrir-se dos elementos vitais de que vive a sociedade civilizada, procurar adquirir a consciência dos factos que nos rodeiam na Europa; agitar na opinião pública as grandes questões da Filosofia e da Ciência modernas; estudar as condições da transformação política, económica e religiosa da sociedade portuguesa.»

## Conferências realizadas
1. "O Espírito das Conferências", 22 de maio, por Antero de Quental;
2. "Causas da Decadência dos Povos Peninsulares", 27 de maio, por Antero de Quental;[2]
3. "Literatura Portuguesa", por Augusto Soromenho;
4. "A Literatura Nova" ou "O Realismo como nova expressão da arte", por Eça de Queiroz;
5. "A Questão do Ensino", por Adolfo Coelho, a 19 de junho.

## Intervenção das autoridades e polémica
Quando se preparavam para a sexta conferência os participantes foram surpreendidos por um aviso das autoridades que ilegalizavam a realização das mesmas. As autoridades do Estado alegavam que «as prelecções expõem e procuram sustentar doutrinas e proposições que atacam a religião e as instituições do Estado.», o que não era de todo infundado. Afinal, vivia-se  numa Monarquia, ainda que liberal, e o  Catolicismo era muito forte em Portugal. As Conferências veiculavam ideias que eram tidas por perigosas como a República, a Democracia e o Socialismo.
À volta da proibição, um acto de censura, levantaram-se variados protestos, choveram cartas aos jornais e foram publicados opúsculos de polémica entre os quais a famosa carta aberta de Antero ao Marquês de Ávila e Bolama (o ministro responsável pela proibição), intitulada «Eu sou socialista», na qual protestava contra o conservadorismo e a hipocrisia do poder político.

## Conferências não realizadas
1. Os historiadores críticos de Jesus, por Salomão Saragga
2. O socialismo, por Jaime Batalha Reis
3. A república, por Antero de Quental
4. A instrução primária, por Adolfo Coelho
5. A dedução positiva da ideia democrática, por Augusto Fuschini[4][5]

## Balanço
No rescaldo deste importantíssimo episódio da cultura  de expressão portuguesa podemos afirmar que as Conferências do Casino, representaram em Portugal uma afirmação dum movimento de ideias que vingava na Europa. Era o historicismo, o interesse pelas ciências sociais e políticas, a crítica positivista à maneira de Taine, o evolucionismo de Darwin, um tímido interesse pelas ideias de Karl Marx e, especialmente, de Proudhon, o realismo na arte como locução de um novo ideal de vida, a crença no progresso das sociedades conseguido através da ciência.
Eça de Queiroz, posteriormente e sobre as Conferências, afirma nas Farpas: «era a primeira vez que a revolução sob a sua forma científica tinha em Portugal a sua tribuna». Alguns dos  interventores nestas conferências, cerca de duas décadas mais tarde, juntaram-se no grupo dos auto-intitulados Vencidos da Vida.